# منترزية كروية
المنترزية الكروية (الاسم العلمي: Nitrososphaeraceae) هي فصيلة من العتائق تتبع رتبة المنترزيات الكروية من شعبة العتائق العجيبة.

## أجناس
- منترزة كروية